# 新埔站 (新北市)
25°01′23″N 121°28′05″E / 25.02306°N 121.46806°E

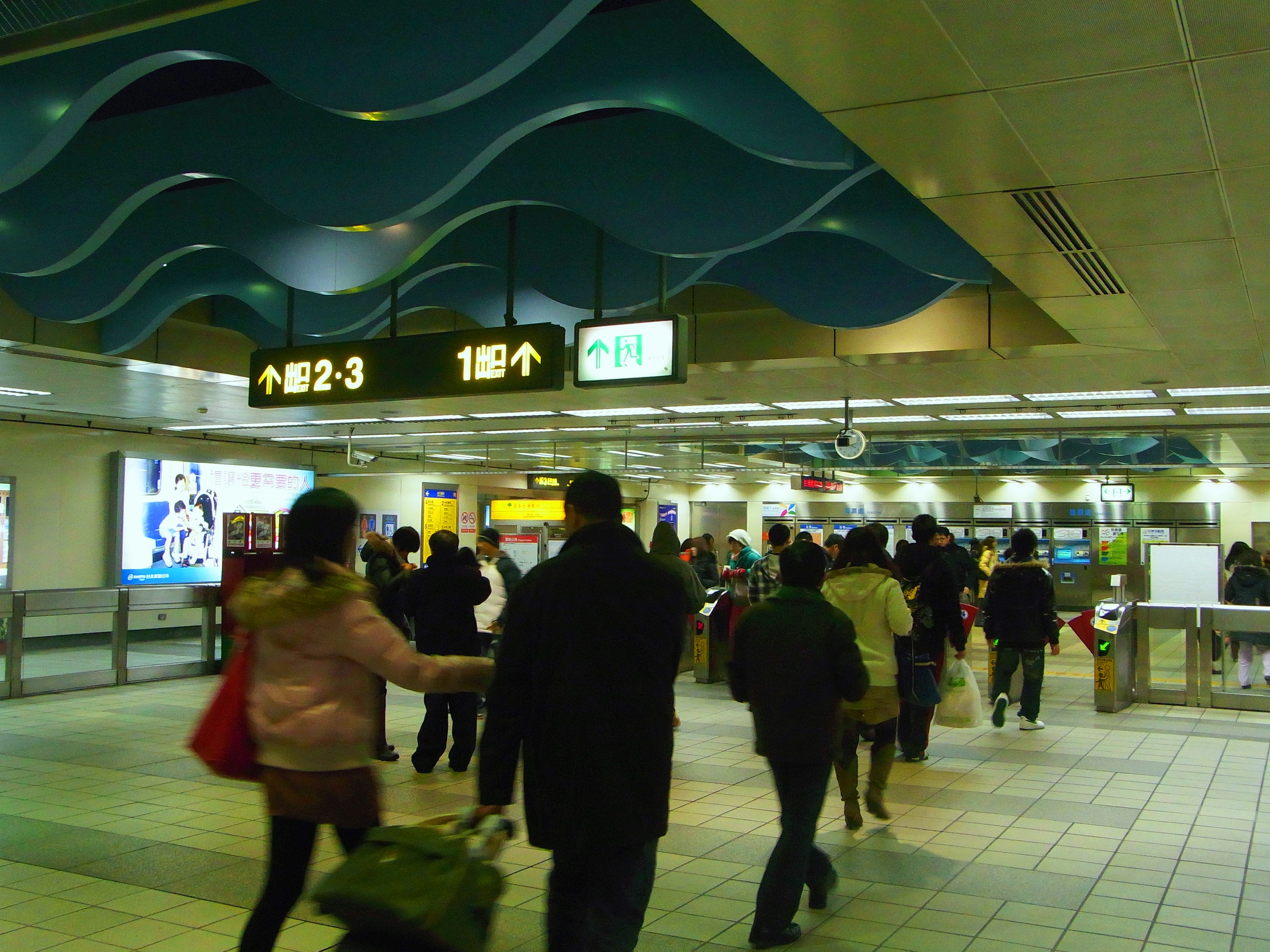
新埔站大廳

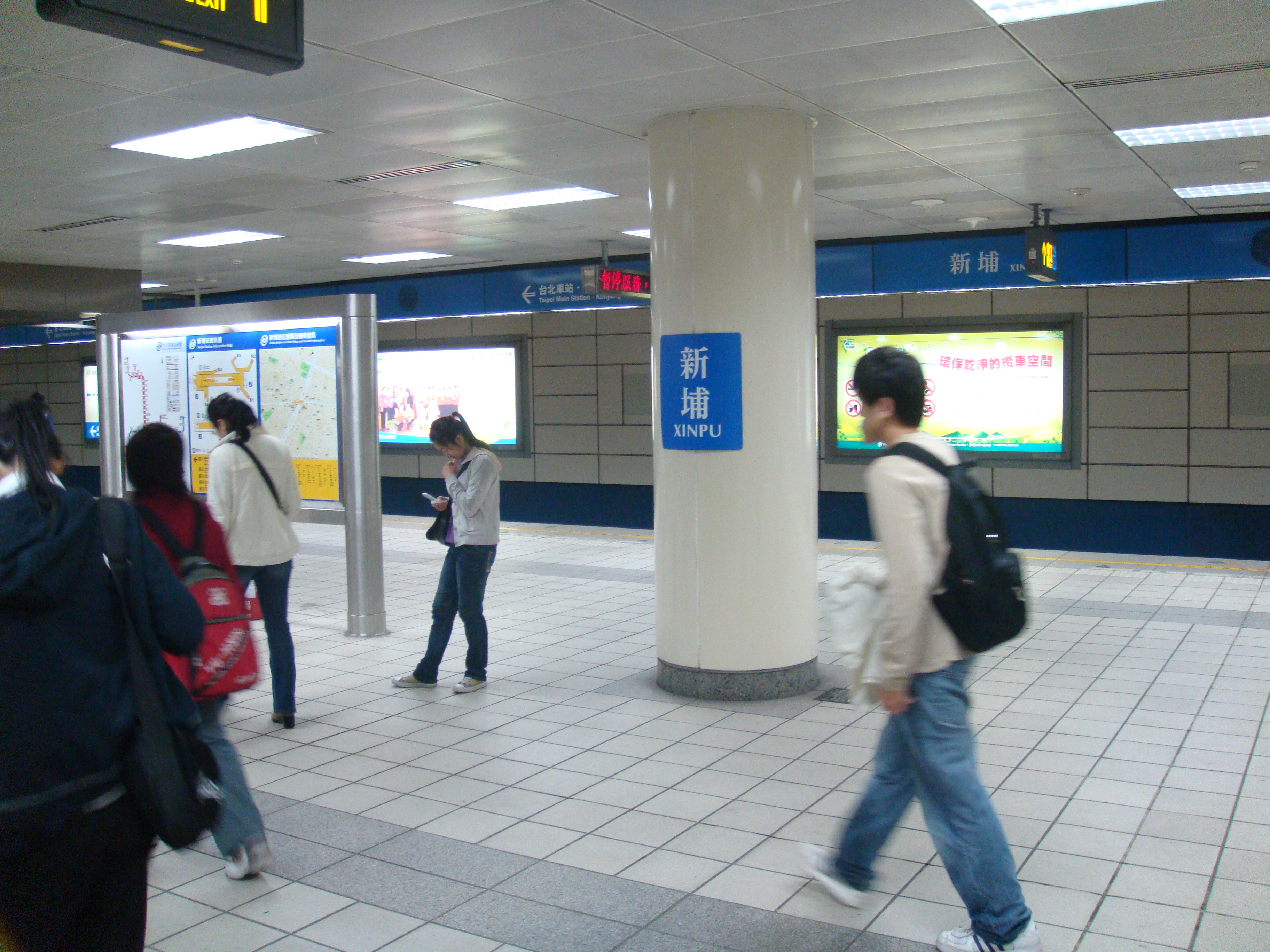
新埔站的月台

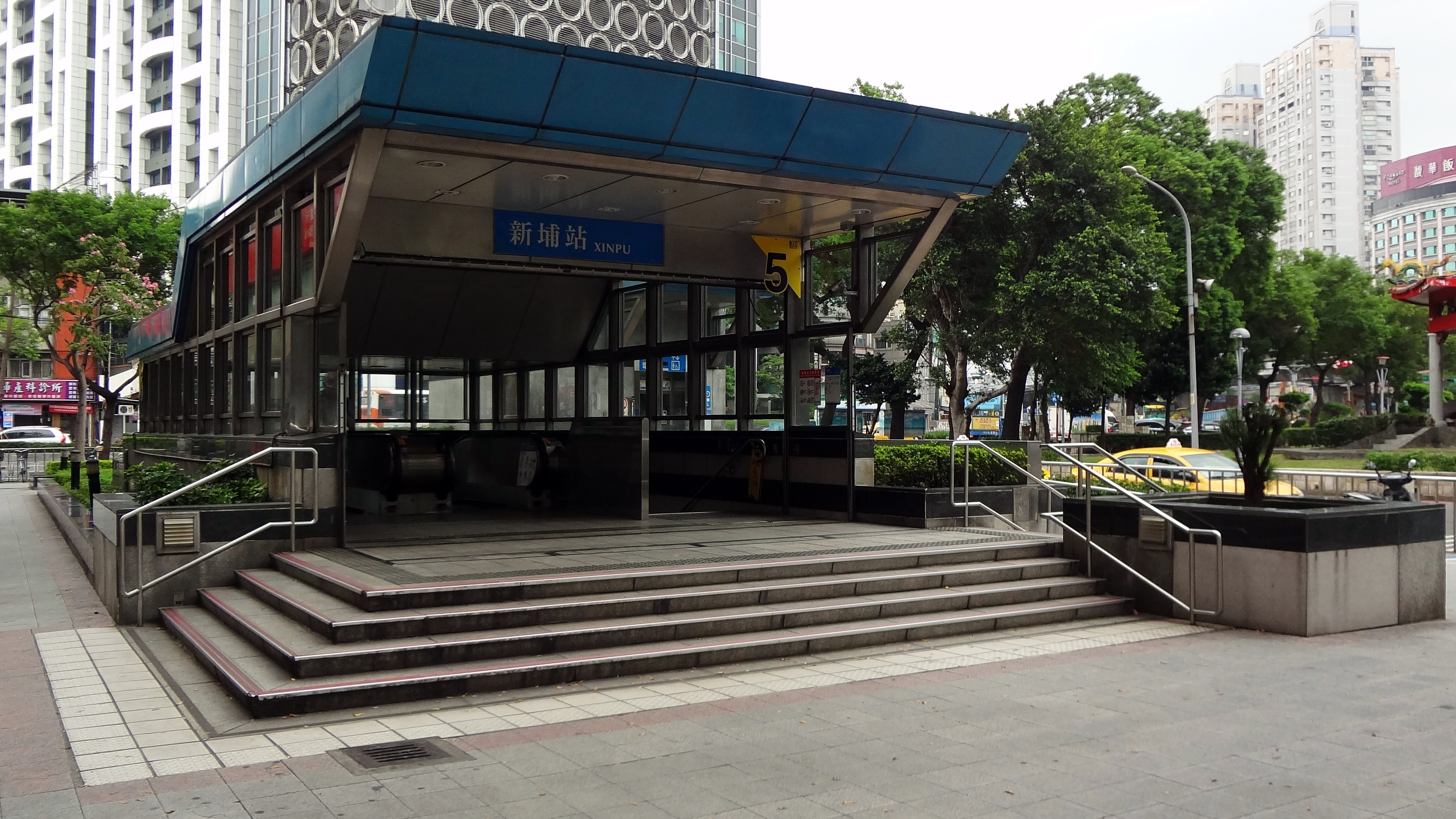
新埔站出口

新埔站，副站名致理科大，位於台灣新北市板橋區，是台北捷運板南線（板橋線）的捷運車站。

## 車站概要
位於文化路上，民生路口北側，曾暫名民生。現站名取自當地地名「新埔」，車站編號為BL08。本站可與環狀線新埔民生站站外轉乘，距離約250公尺。
因環狀線最初規劃有與板南線規劃站內轉乘設計，故本站採類似忠孝復興站之大廳設計，較其他挑高車站多一平台。

## 車站構造
地下二層車站，一個島式月台，五個出入口。本站設有半高式月台門。
| 地面      | 出入口             | 出入口                                      |
| 地下 一樓 | 大廳層             | 車站大廳、詢問處、自動售票機、驗票閘門      |
| 地下 一樓 | 大廳層             | 洗手間（站體北側付費區外，近出口4、5）      |
| 地下 二樓 | 一月台             | ← 板南線 往南港展覽館方向（BL09 江子翠站）  |
| 地下 二樓 | 島式月台，左側開門 |                                             |
| 地下 二樓 | 二月台             | 板南線 往頂埔／亞東醫院方向（BL07 板橋站）→ |

### 車站月台
在板橋線「新埔—府中」段與土城線通車前，新埔即為端點站，因此站內的兩個月台皆作為下行（往新埔方向）列車進站停靠與反向（上行，往昆陽方向）發車用的月台。由於新埔站兩端並無橫渡線，電聯車換軌必須利用江子翠站北端的轉轍軌進行。現在已經恢復原有的列車行進方向設定（一月台為上行月台；二月台為下行月台）。

### 車站出口
出口1－3位於西側，出口4－5位於東側。無障礙電梯位於出口4、5。另外，出口4共構聯合開發大樓。
由出口5經站外人行步道可與環狀線新埔民生站轉乘。
乘客須先出站後，20分鐘內進入新埔民生站內，始享有合併計費的優惠，並設有單程票轉乘閘門，給持單程票旅客使用 。
| 出入口                          | 圖片 | 位置     |
| ------------------------------- | ---- | -------- |
| 出入口1 · 設有手扶梯            |      | 板橋郵局 |
| 出入口2 · 設有手扶梯            |      | 中英醫院 |
| 出入口3 · 設有手扶梯            |      | 莊敬公園 |
| 出入口4 · 設有電梯 · 設有手扶梯 |      | 莒光路   |
| 出入口5 · 設有電梯 · 設有手扶梯 |      | 光武街   |
| 註： 設有電梯 \| 設有手扶梯     |      |          |

## 歷史
- 2000年8月31日：隨著板橋線「龍山寺－新埔」段正式通車而啟用[5]（p. 328）。
- 2003年：配合台北市政府改採漢語拼音為主要譯名標準的新政策，站名的官方英譯由原本威妥瑪拼音的Hsinpu Station改為Xinpu Station。[6][7]
- 2006年5月31日：板橋線自本站向南延伸通車至府中，並銜接土城線[5]（p. 330）。
- 2015年4月1日：半高式月台門正式啟用。
- 2022年3月11日：晚間22點26分本站月台往大廳的7號電扶梯在上行時疑似機械異常突然發生倒退，導致有30人倒退摔倒4人受傷，隨後異常的電扶梯則立即暫停使用。[8]

## 利用狀況
根據2024年12月資料，本站每日旅運量約為79,683，在台北捷運各站中排行第8名。
| 年   | 年間       | 年間       | 年間       | 年間  | 單日平均 | 單日平均 |
| 年   | 上車       | 下車       | 上下車計   | 來源  | 上車     | 上下車   |
| ---- | ---------- | ---------- | ---------- | ----- | -------- | -------- |
| 2000 | 3,144,281  | 3,069,568  | 6,213,849  | [ 9 ] | 25,563   | 50,519   |
| 2001 | 10,218,402 | 9,703,765  | 19,922,167 | [ 9 ] | 不算出   | 不算出   |
| 2002 | 13,478,637 | 12,648,170 | 26,126,807 | [ 9 ] | 36,928   | 71,580   |
| 2003 | 14,152,037 | 13,053,481 | 27,205,518 | [ 9 ] | 38,773   | 74,536   |
| 2004 | 16,232,699 | 14,978,512 | 31,211,211 | [ 9 ] | 44,352   | 85,277   |
| 2005 | 17,373,426 | 15,966,779 | 33,340,205 | [ 9 ] | 47,598   | 91,343   |
| 2006 | 14,400,443 | 13,484,112 | 27,884,555 | [ 9 ] | 39,453   | 76,396   |
| 2007 | 12,458,741 | 12,062,160 | 24,520,901 | [ 9 ] | 34,134   | 67,181   |
| 2008 | 13,412,989 | 13,088,537 | 26,501,526 | [ 9 ] | 36,648   | 72,409   |
| 2009 | 13,738,534 | 13,303,874 | 27,042,408 | [ 9 ] | 37,640   | 74,089   |
| 2010 | 14,497,537 | 13,928,126 | 28,425,663 | [ 9 ] | 39,719   | 77,879   |
| 2011 | 15,254,752 | 14,507,802 | 29,762,554 | [ 9 ] | 41,794   | 81,541   |
| 2012 | 14,011,796 | 12,967,821 | 26,979,617 | [ 9 ] | 38,284   | 73,715   |
| 2013 | 13,910,772 | 12,856,636 | 26,767,408 | [ 9 ] | 38,112   | 73,335   |
| 2014 | 14,091,212 | 12,988,652 | 27,079,864 | [ 9 ] | 38,606   | 74,191   |
| 2015 | 14,419,634 | 13,263,561 | 27,683,195 | [ 9 ] | 39,506   | 75,844   |
| 2016 | 14,528,769 | 13,420,095 | 27,948,864 | [ 9 ] | 39,696   | 76,363   |
| 2017 | 14,060,178 | 13,463,259 | 27,523,437 | [ 9 ] | 38,521   | 75,407   |
| 2018 | 14,474,676 | 13,945,775 | 28,420,451 | [ 9 ] | 39,657   | 77,864   |

## 車站周邊
- 台64線（新店八里快速道路）／縣道106甲
- 四維公園
- 莊敬公園
- 華江公園
- 新埔國小
- 板橋假日花市
- 新北市立藝文中心 (位於本站與江子翠站間)
- 新北市公共自行車租賃系統:
  - 捷運新埔站（1號出口）
  - 捷運新埔站（2號出口）
  - 捷運新埔站（3號出口）
  - 捷運新埔站（4號出口）
  - 捷運新埔站（5號出口）
- 新埔市場
- 致理科技大學

## 腳註

### 來源資料
1. ↑   (新闻稿). 台北捷運. 2016-04-11  [2016-04-11]. （原始内容存档于2016-04-11） （中文（臺灣））.
2. 1 2  . 臺北大眾捷運股份有限公司. 2021-01-15.
3. ↑  許麗珍. . 蘋果日報. 2013年3月9日  [2016年2月3日]. （原始内容存档于2017年8月23日）.
4. ↑  環狀線板橋站3方式轉乘 20分鐘內轉乘免費
5. 1 2  徐榮崇. . 臺北市文獻委員會. 2015年12月  [2020-01-04]. ISBN 9789860469875. （原始内容存档于2020-12-07）. 國家圖書館
6. ↑  . 蘋果日報. 2003-11-24  [2020-12-27]. （原始内容存档于2021-01-12） （中文（臺灣））.
7. ↑  . 自由時報. 2003-01-28  [2020-01-04]. （原始内容存档于2021-01-14）.
8. ↑  蔡亞樺. . 自由時報. 2022-03-11  [2022-03-16]. （原始内容存档于2022-03-16）.
9. ↑  臺北捷運公司. . 2019-02-26  [2019-08-10]. （原始内容存档于2020-11-28）. 臺北市統計資料庫查詢系統

- 北捷新埔站4號出口移至新巨蛋.中央社.2012-10-18

## 外部連結
- 臺北大眾捷運股份有限公司 （页面存档备份，存于）
- 臺北市政府捷運工程局 （页面存档备份，存于）
- 新埔站位置圖（台北捷運公司） （页面存档备份，存于）
- 新埔車站剖面相關位置圖（台北捷運公司） （页面存档备份，存于）
- 販賣店現況 （页面存档备份，存于）